# Fritz Spengler
Friedrich "Fritz" Spengler (Mannheim, 6 de setembro de 1908 - Mannheim, 10 de março de 2003) foi um handebolista de campo alemão, campeão olímpico.
Fez parte do elenco campeão olímpico de handebol de campo nas Olimpíadas de Berlim de 1936.